# Estats financers

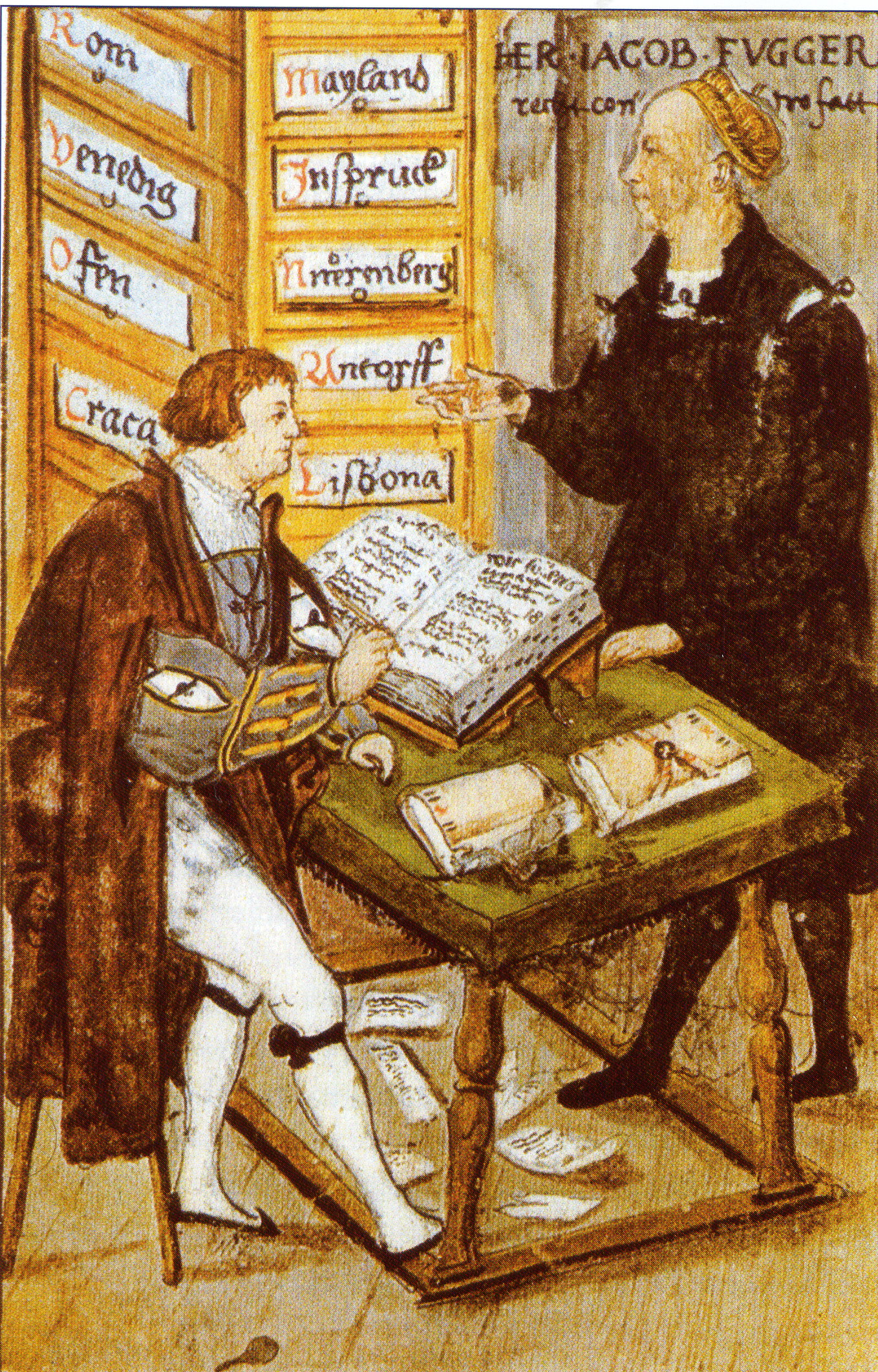
Jakob Fugger amb el seu comptador principal M. Schwarz. Com a fons apareixen dossiers amb els noms de les sucursals de la Casa Fugger: Roma, Venècia, Cracòvia, Lisboa, Innsbruck, Nuremberg, etc.

Els estats financers, també anomenats estats comptables, informes financers o comptes anuals, són informes que utilitzen les institucions per tal de reportar la situació econòmica i financera i els canvis que experimenta la mateixa en una data o període determinat. Aquesta informació resulta útil per a l'Administració, gestors, reguladors i altres tipus d'interessats com ara els accionistes, creditors o propietaris.
La majoria d'aquests informes constitueixen el producte final de la comptabilitat i són elaborats d'acord amb principis de comptabilitat generalment acceptats, normes comptables o normes d'informació financera. La comptabilitat és duta a terme pel comptable, en alguns països comptadors públics que, en la majoria dels països del món, han d'enregistrar-se en organismes de control públics o privats per a poder exercir la professió.
Els estats financers són les eines més importants amb què compten les organitzacions per a avaluar l'estat en què es troben.

## Objectius

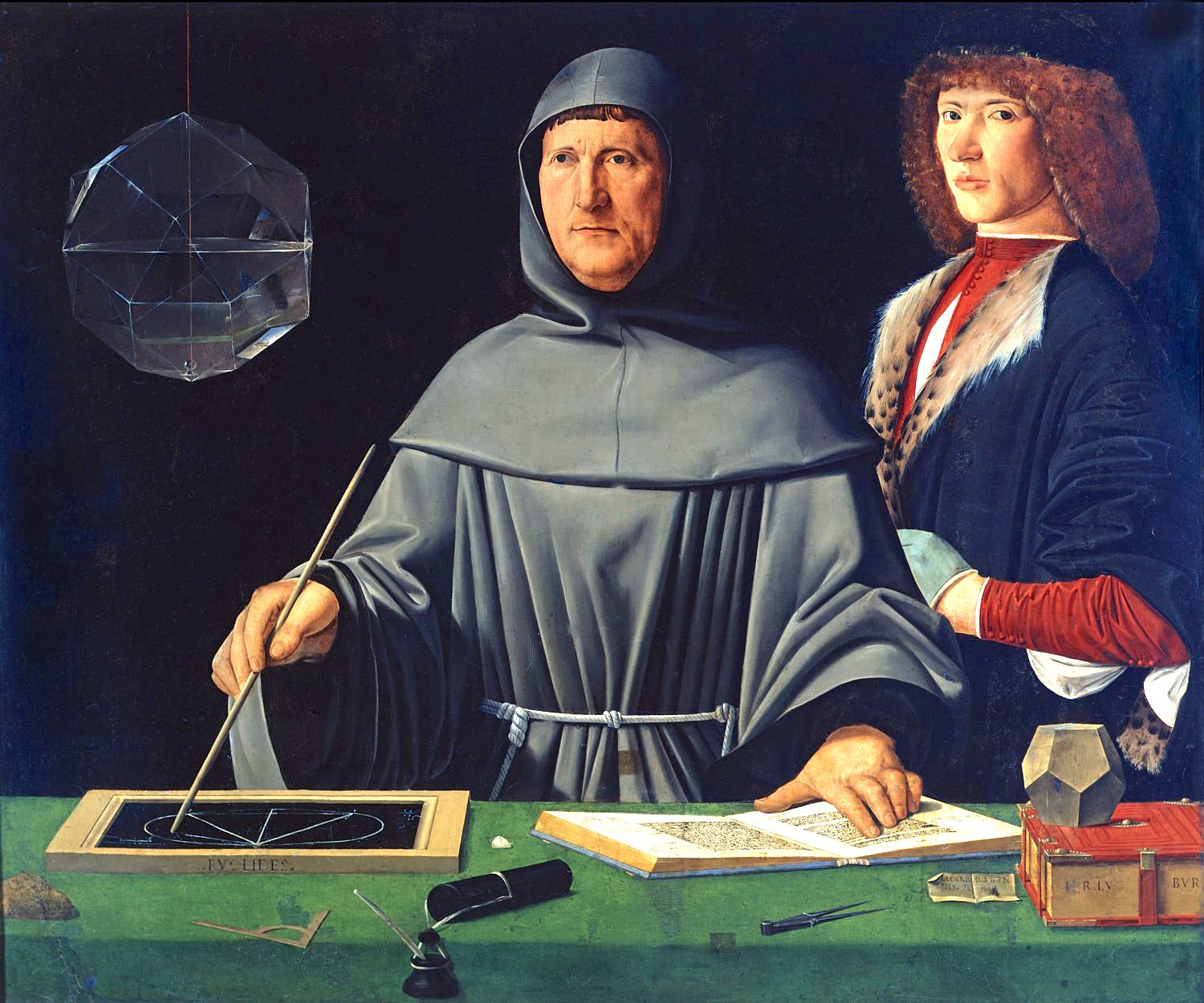
Luca Pacioli, inventor de la comptabilitat per partida doble.

L'objectiu dels estats financers és donar informació sobre el patrimoni de l'ens emissor en una data i la seva evolució econòmica i financera en el període que abasten, per tal de facilitar la presa de decisions econòmiques. Es considera que la informació que han d'oferir els estats financers han de referir-se als següents aspectes de l'ens emissor:
- La seva situació patrimonial en la data dels esmentats estats
- Un resum de les causes del resultat assignable a aquest lapse de temps;
- L'evolució del seu patrimoni durant el període;
- L'evolució de la seva situació financera en el mateix període
- Altres fets que ajudin a avaluar les sumes, moments i incerteses dels futurs fluxos de fons que els inversors i creditors rebran de l'ens per distints conceptes.

## Classes d'estats

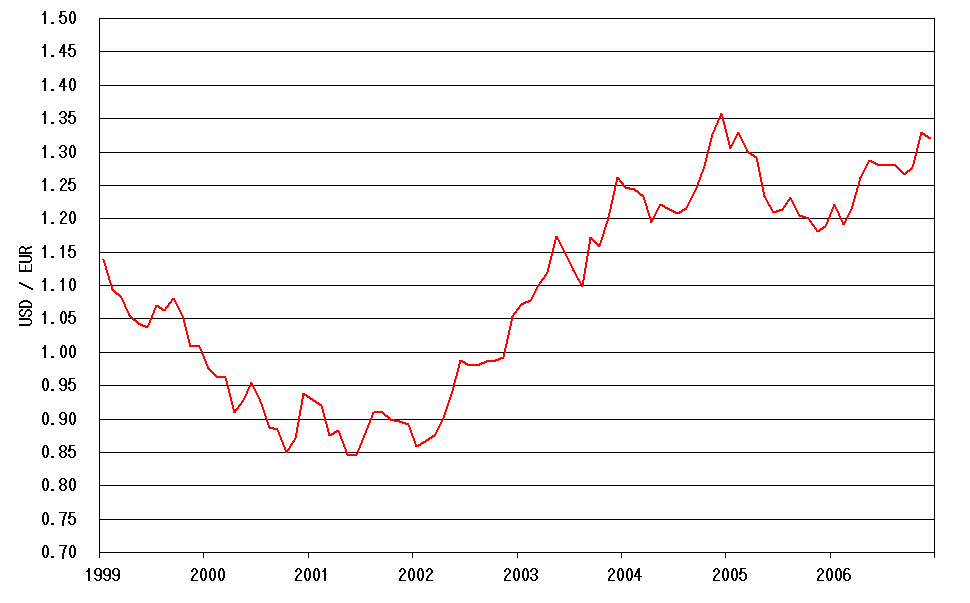
Exemple d'una gràfica per a mostrar un indicador financer.

Els principals components dels Estats Financers són els següents:
- Estat de situació patrimonial (també denominat Estat de situació Financera o Balanç de situació)
- Estat de resultats (també denominat Estat de Pèrdues i Guanys o compte de pèrdues i guanys)
- Estat d'evolució del patrimoni net (també denominat Estat de Canvis en el Patrimoni Net)
- Estat de fluxos d'efectiu
- Les notes als estats financers (que a Espanya es denominen "memòria")

Els estats financers es presenten acompanyats de notes i quadres, que "revelen" o aclareixen punts d'interès que, per motius tècnics o pràctics, no estan reflectits en el cos principal.
Aquests estats financers són la base d'altres informes, quadres i gràfics que permeten definit la rendibilitat, solvència, liquiditat, valor en borsa i altres paràmetres que són fonamentals a l'hora de manejar les finances d'una institució.
Habitualment quan es parla d'estats financers se sobreentén que són els referits a la situació actual o passada, encara que també és possible formular una projecció dels estats financers. Així, es podrà elaborar una projecció d'un estat de situació, d'un estat de resultats o d'un estat de flux d'efectiu.

## Característiques de la informació

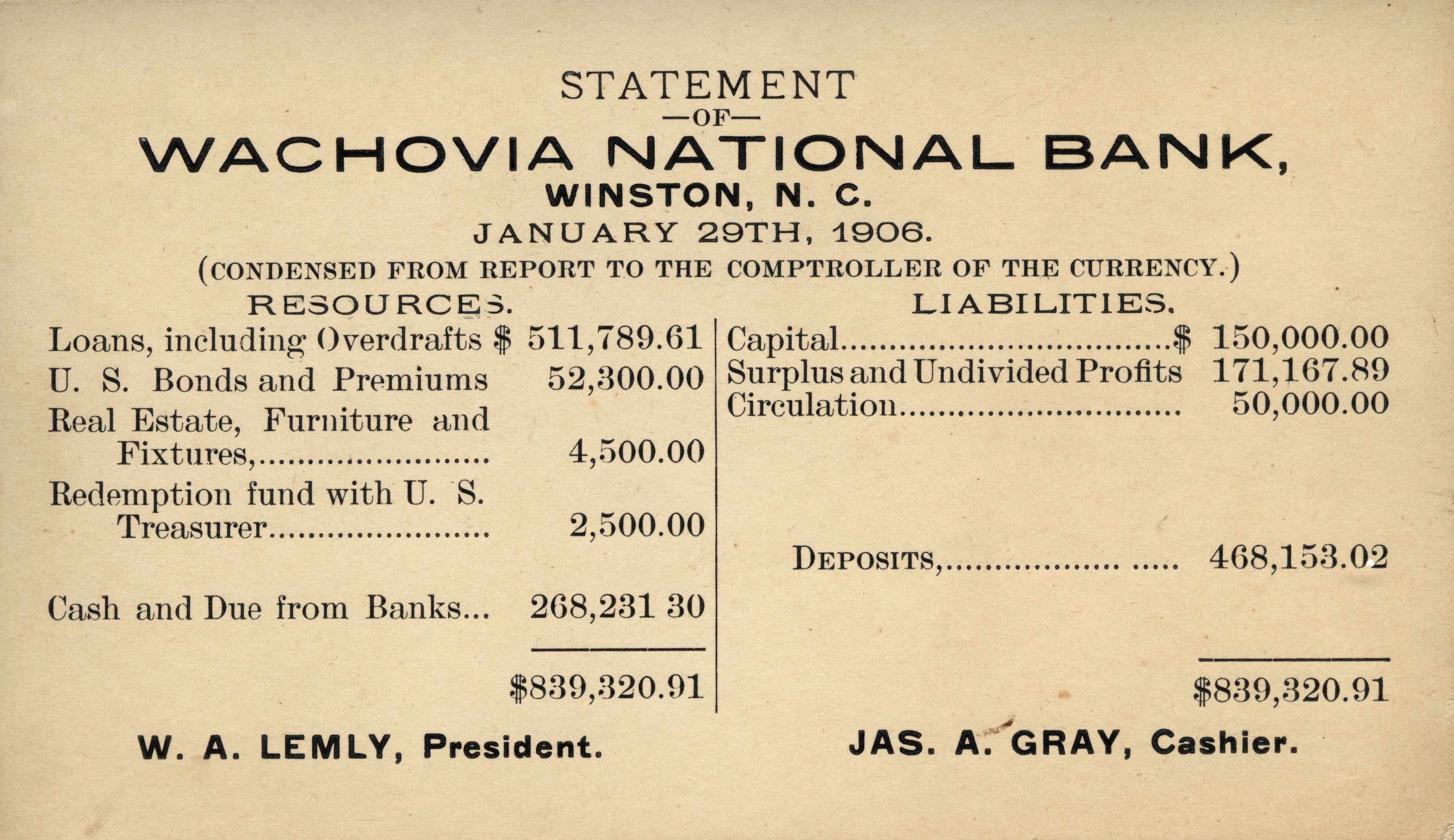
Estat de Situació del Wachovia National Bank de 1906.

La informació continguda en els estats financers hauria de reunir, per a ser útil als seus usuaris, les següents característiques:
1. Pertinència
2. Fiabilitat
3. Aproximació a la realitat
4. Essencialitat
5. Neutralitat
6. Integritat
7. Verificabilitat
8. Sistemàtica
9. Comparabilitat
10. Claredat

## Altres denominacions
- A Argentina se solen denominar "balance" al conjunt dels estats financers, encara que el nom oficial és "estados contables"[1]
- A Espanya es denominen "Comptes Anuals ".[2]